# 乌尔克河畔拉克鲁瓦
烏爾克河畔拉克鲁瓦（法語：La Croix-sur-Ourcq，法語發音：[la kʁwa syʁ uʁk]）是法国上法蘭西大區埃纳省的一个市镇，属于蒂耶里堡区。

## 地理
乌尔克河畔拉克鲁瓦（49°10'6"N, 3°21'14"E）面积10.45 平方千米，位于法国上法蘭西大區埃纳省，该省份为法国北部内陆省份，北起北部省，西接索姆省和瓦兹省，东临阿登省和马恩省，西南至塞纳-马恩省，东北部与比利时接壤。
与乌尔克河畔拉克鲁瓦接壤的市镇（或旧市镇、城区）包括：乌尔克河畔阿尔芒蒂耶尔、博讷瓦兰、布雷尼、格里索勒、拉蒂利、蒙戈吕-圣伊莱尔、罗库尔圣马丹。

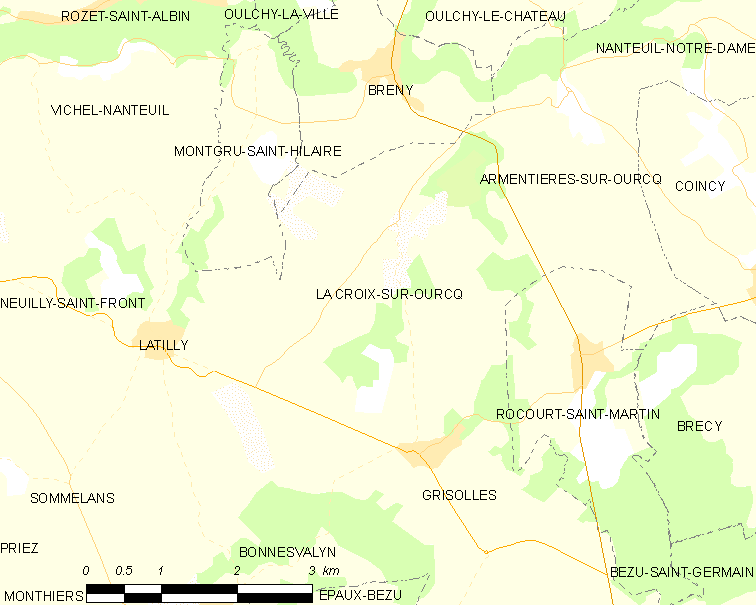
乌尔克河畔拉克鲁瓦的OSM定位图

乌尔克河畔拉克鲁瓦的时区为UTC+01:00、UTC+02:00（夏令时）。

## 行政
乌尔克河畔拉克鲁瓦的邮政编码为02210，INSEE市镇编码为02241。

## 政治
乌尔克河畔拉克鲁瓦所属的省级选区为维莱科特雷县。

## 人口

1962-2008年间乌尔克河畔拉克鲁瓦人口变化图示

乌尔克河畔拉克鲁瓦于2022年1月1日时的人口数量为89人。